# Víctor de Carvalho
Víctor António Rafael de Carvalho (Luanda, 20 febbraio 1969) è un ex cestista e allenatore di pallacanestro angolano.

## Carriera
Con l'Angola ha disputato tre edizioni dei Giochi olimpici (Atlanta 1996, Sydney 2000, Atene 2004), quattro dei Campionati mondiali (1990, 1994, 2002, 2006) e sei dei Campionati africani (1993, 1995, 1997, 1999, 2003, 2007).